# Orest Atamanczuk
Orest Bohdanowycz Atamanczuk, ukr. Орест Богданович Атаманчук (ur. 5 września 1971 we wsi Olchówka, w obwodzie iwanofrankowskim) – ukraiński piłkarz, grający na pozycji napastnika, a wcześniej pomocnika, trener piłkarski.

## Kariera piłkarska

### Kariera klubowa
Karierę piłkarską rozpoczął w miejscowym amatorskim zespole Kołos Olchówka, skąd w 1993 roku przeszedł do Limnicy Perehińsko, która zmagała się Mistrzostwach Ukrainy spośród drużyn amatorskich. Na początku 1995 został piłkarzem trzecioligowego Chutrowyka Tyśmienica. W sezonie 1997/98 występował w pierwszoligowej Desnie Czernihów. W lipcu 1998 został zaproszony do Krywbasa Krzywy Róg i już 26 lipca 1998 debiutował w Wyszczej Lidze. Latem 1999 na pół roku został wypożyczony do Prykarpattia Iwano-Frankiwsk. W 2001 i 2003 występował na zasadach wypożyczenia w Hirnyku Krzywy Róg. Na początku 2004 ponownie wrócił do drużyny z Iwano-Frankiwska, która zmieniła nazwę na Spartak. Latem 2004 przeniósł się do Krymtepłyci Mołodiżne, po czym na początku 2005 zasilił skład Hirnyka Krzywy Róg, w barwach którego zakończył karierę piłkarską.

## Kariera trenerska
Po zakończeniu kariery piłkarskiej rozpoczął pracę trenerską. Pomaga trenować drużynę U-12 w klubie Hirnyk Krzywy Róg.

## Sukcesy i odznaczenia

### Sukcesy klubowe
- brązowy medalista Mistrzostw Ukrainy: 1999